# Anaspis touzalini
Anaspis touzalini es una especie de coleóptero de la familia Scraptiidae.

## Distribución geográfica
Habita en China.